# ثقافة إنجلترا

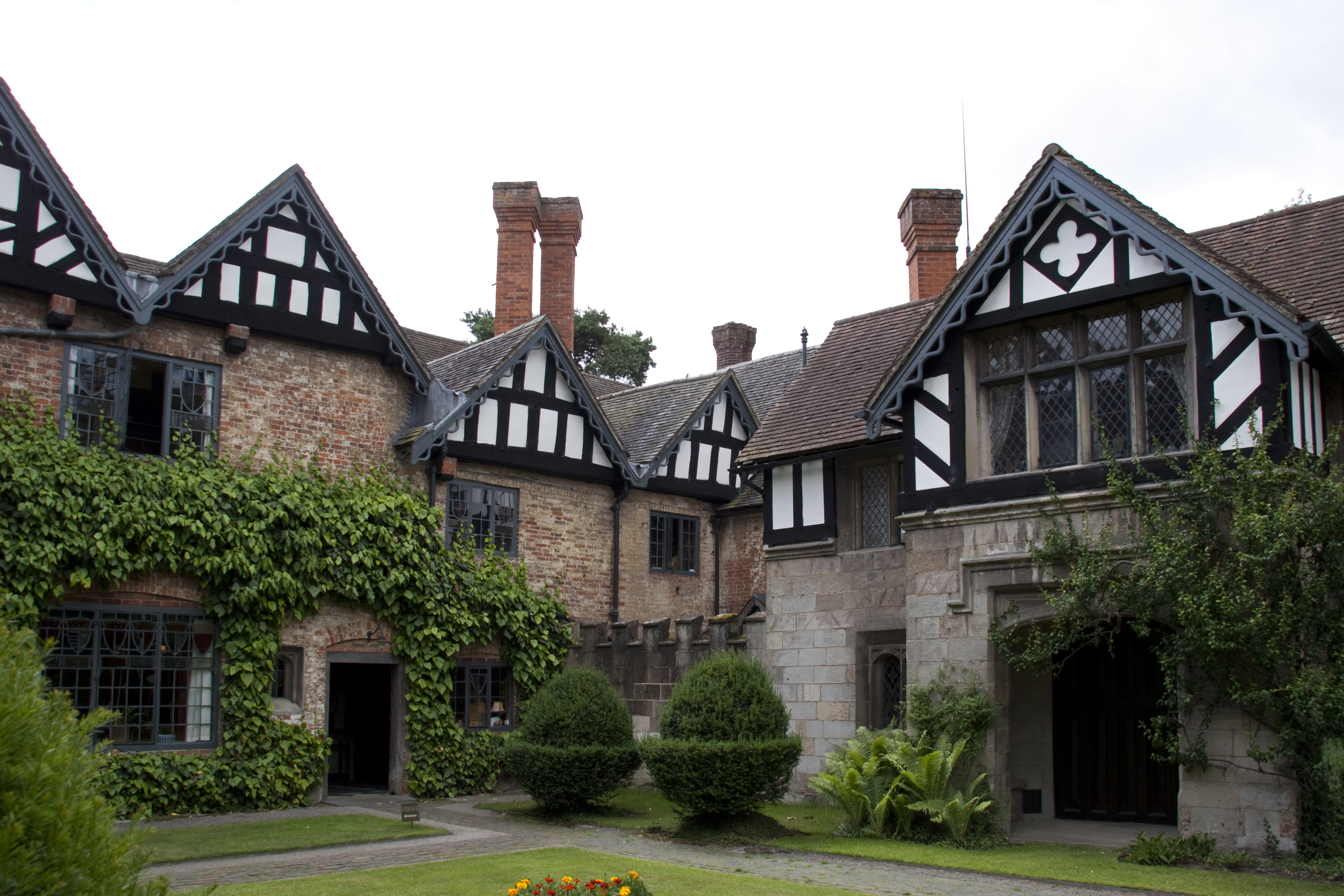
ديار تقليدية في وركشير

الثقافة الإنجليزية تشير إلى المعايير الثقافية الممارسة في إنجلترا من قبل الشعب الإنجليزي. ونظرا لما تتميز به إنجلترا من مكانة متميزة في المملكة المتحدة، من حيث الموقع والتعداد، فإنه من الصعب التفرقة بين الثقافة الإنجليزية وبين الثقافة البريطانية بوجه عام. غير أن بعض الممارسات الثقافية مقصورة على إنجلترا على وجه التحديد.

## المعمار والحدائق

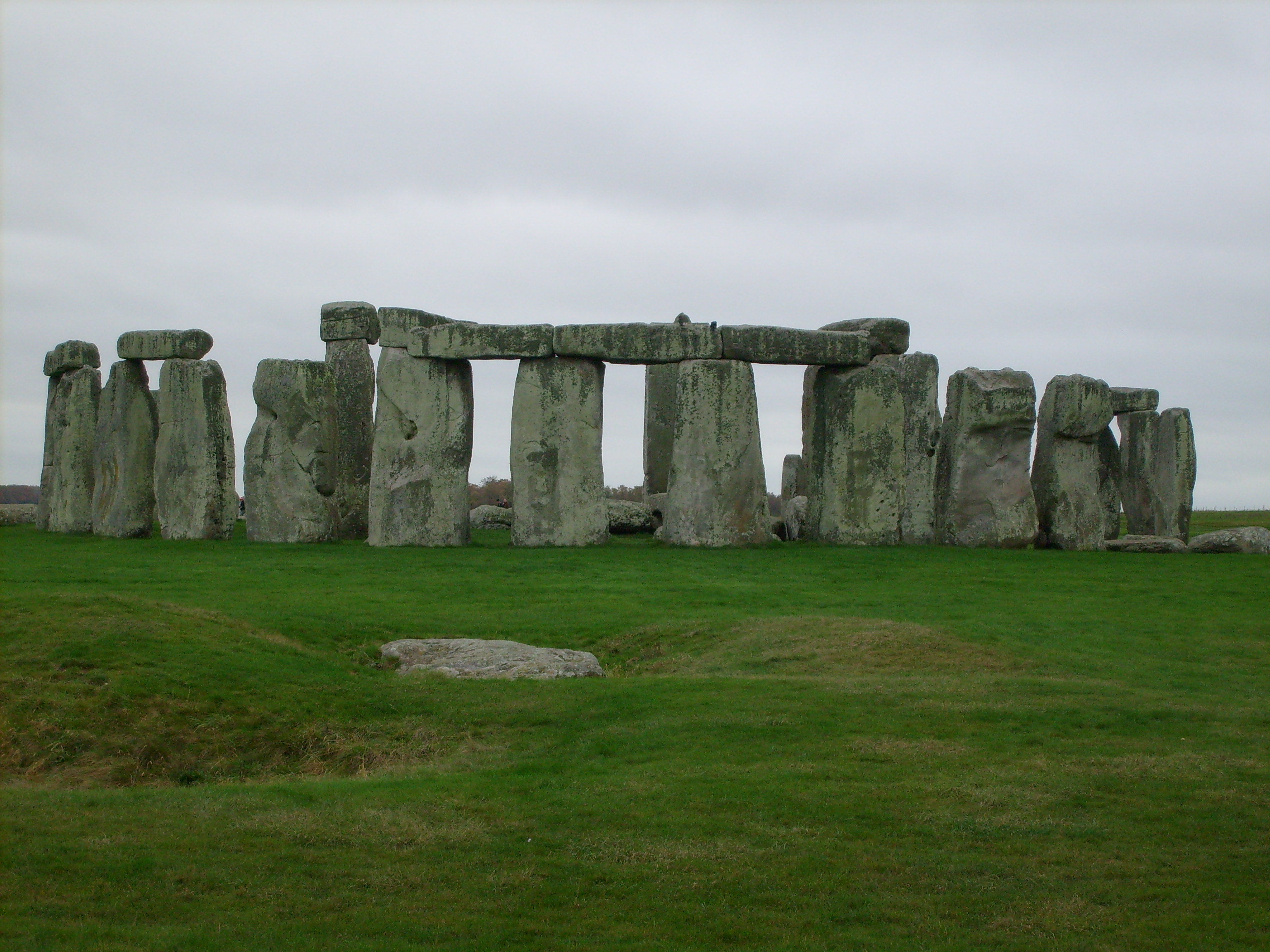
دائرة ستونهينج الحجرية

في المنطقة التي سيقدر لها أن تصبح فيما بعد إنجلترا، قامت شعوب العصر الحجري الحديث ببناء عدد من الدوائر الحجرية وأعمال رفع التربة المدهشة. ومن أشهر وأكبر هذه الأعمال دائرة ستونهنج Stonehenge الحجرية، والتي يعتبرها الإنجليز وغيرهم من المزارات التي تحتل بقعة هامة في المشهد الإنجليزي. على أن المعمار الإنجليزي المميز بدأ يتبلور إبان بدء المعمار الأنجلوساكسوني. ويوجد بالفعل خمسون كنيسة باقية حتى الآن من الأصول الأنجلوساكسونية، وإن كان الجزء الذي يحمل هذا الطابع صغير وخضع للتعديل. وكل تلك الكنائس مبني من الحجارة أو الطوب، باستثناء واحدة شيدت من الأخشاب، وأحيانا ما نجد دلائل على إعادة استخدام بعض من الأعمال الرومانية. ويتضح من المباني الكنسية المنتمية لذلك العصر تأثر المعمار الأنجلوساكسوني في بدايته بالمعمار القبطي.
بعد العمارة النورمانكية الفاتحة (المعروفة باسم الهندسة المعمارية النورماندية) التي سبقت محل العمارة الأنجلوسكسونية. بعد ذلك كان هناك فترة انتقال إلى العمارة القوطية (التي يوجد منها ثلاث فترات، الإنجليزية المبكرة، المُزينة، والعمودية). في بداية العصر الحديث كان هناك تأثير من هندسة عصر النهضة القوطية إلى عصر الثامن عشر. خلال العصر الفيكتوري، كانت الهندسة المعمارية القوطية الجديدة مفضلة للعديد من أنواع المباني ولكنها لم تستمر في القرن العشرين.
أما المباني الأخرى كالكاتدرائيات والدور الدينية فتتميز بحس إنجليزي تقليدي بحت، كما أن معمار الريف الإنجليزي يحظى بشعبية بين الشعوب الأخرى كما يتبين لنا من إحصاء هيئة التراث الإنجليزي ومؤسسة التراث القومي لزيارات المهتمين بالريف الأنجليزي.
وبالنسبة للحدائق، فلقد استطاع مهندس تخطيط الحدائق الإنجليزي كيبابليتي براون خلق نموذج عالمي للحديقة الإنجليزية. فتنسيق الحدائق والاعتناء بها وزيارتها تعد كلها من الأنشطة الإنجليزية التقليدية المنتشرة.

### أرصفة بحرية إنجليزية
بعد بناء أول رصيف بحري على مستوى العالم في يوليو 1814 في رايد، جزيرة وايت قبالة الساحل الجنوبي لإنجلترا، أصبح الرصيف رائجًا في المنتجعات البحرية في إنجلترا وويلز خلال العصر الفيكتوري، وبلغ ذروته في ستينيات القرن التاسع عشر مع بناء 69 مبنى. موفراً رصيف بحري، وأصبح معروفاً كأفضل معمار فكتوري، وهو يمثل رمزًا تقليدياً لشاطئ بحري بريطاني. بحلول عام 1914، كان هناك أكثر من 100 رصيف بحري حول الساحل البريطاني. يوجد اليوم حوالي 55 رصيفًا على البحر في المملكة المتحدة.

## الفن

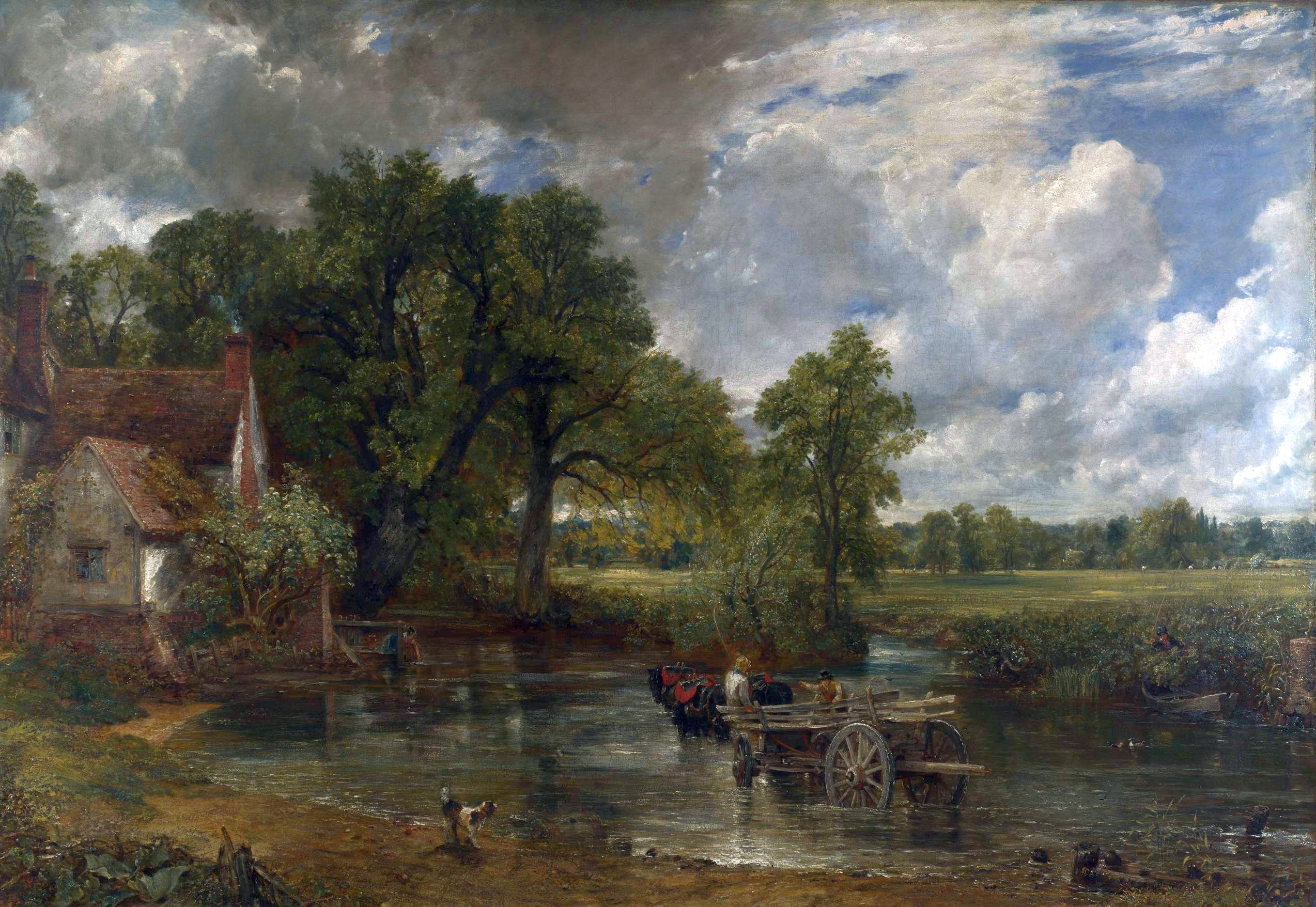
عربة التبن لجون كونستابل

انحصرت الأعمال الفنية الإنجليزية في عصر النهضة على نتاج المصورين غير الإنجليز. ولكن ما لبث ذلك أن تغير في القرن الثامن عشر، حيث شقت مدرسة فنية إنجليزية طريقها إلى إعجاب الجماهير. تمثلت معظم أعمال هذه المدرسة على التصوير الزيتي للمناظر الطبيعية، كلوحة جون كونستابل الشهيرة "عربة التبن". كما كانت البورتريهات من الأعمال المميزة لتلك الحقبة. ومن أمثلتها أعمال توماس جينزبورو وجوشوا رينولدز.

## الأدب

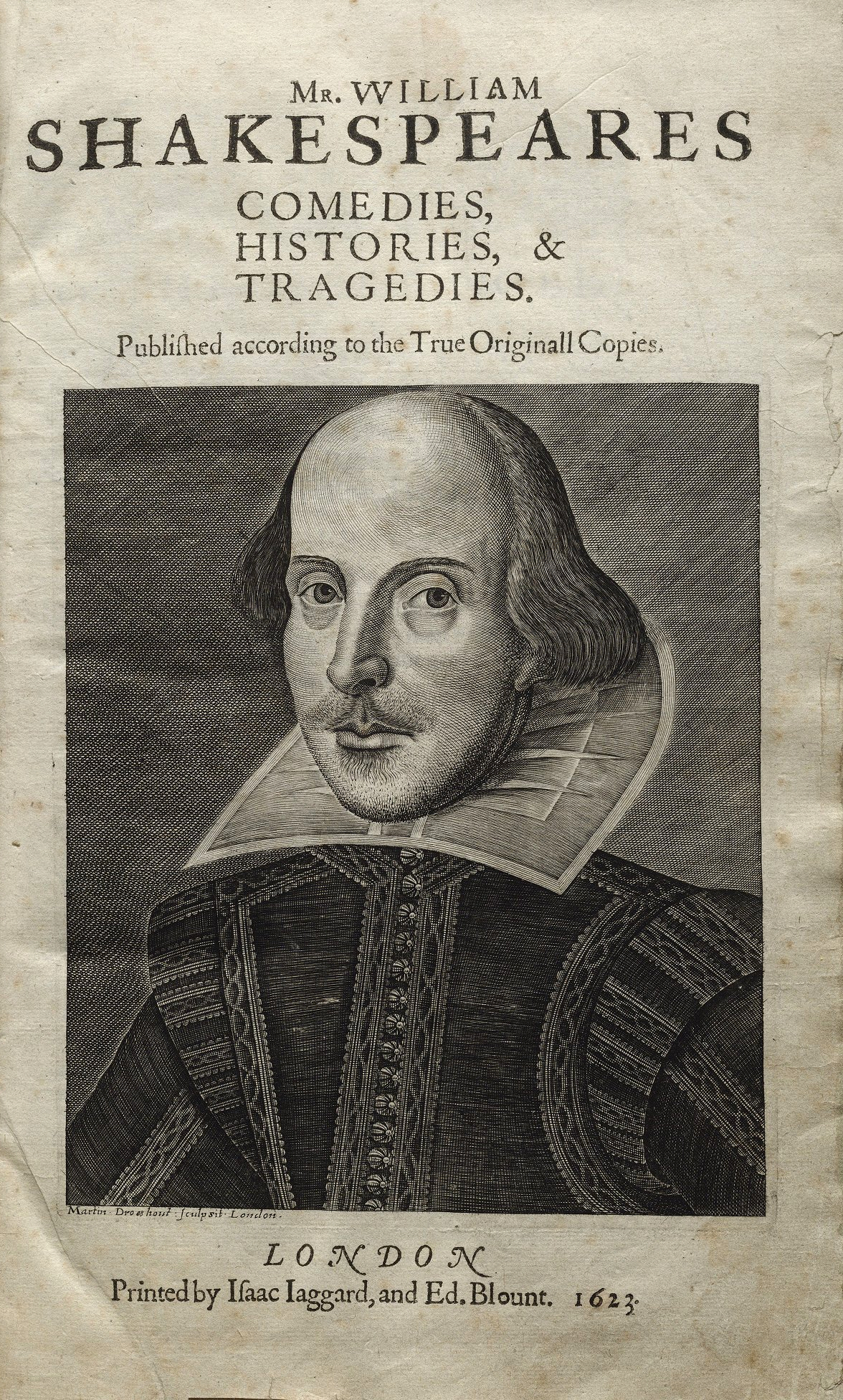
ويليام شكسبير رمز الأدب الإنجليزي

يبدأ تاريخ الأدب الإنجليزي من الحقبة الأنجلوساكسونية، مدونا بالإنجليزية القديمة. كانت اللاتينية والفرنسية هما اللغتين المفضلتين للاستخدام الأدبي في إنجلترا لفترة طويلة، ثم تلى ذلك ازدهارا للإنجليزية الوسطى (قبل الحديثة) في العصور الوسطى المتوسطة، والتي يعد جيوفري تشوسر أشهر أدباءها. أما العصر الإليزابيثي الممهد لعصر النهضة، فيعد هو العصر الذهبي للأدب الإنجليزي، حيث انتشر استخدام الإنجليزية الحديثة المبكرة في الأعمال الشعرية والأدبية بصفة عامة. وقدم المسرح في هذه الحقبة الشاعر والمسرحي أديب إنجلترا الأول على مر العصور ويليام شكسبير.
ونظرا لانتشار الإنجليزية كلغة عالمية مع توسع الإمبراطورية البريطانية في العالم، تستخدم الإنجليزية اليوم في جميع أنحاءه في تدوين الأدب. ومن الأدباء المميزين لإنجلترا أو الذين اشتهروا بتعبيرهم عن الروح الإنجليزية: ويليام شكسبير، الذي ألف ثلاثيتين من المسرحيات التاريخية عن الملوك الإنجليز، وجاين أوستن، وأرنولد بينيت، وروبرت بروك، والذي تعد قصيدته Grantchester رمز للإنجليزية في حد ذاتها. كما ارتبطت أسماء بعض الأدباء بمناطق بعينها في أنجلترا، مثل تشارلز ديكنز (لندن)، توماس هاردي (ويسكس)، هاوسمان (شروبشاير)، وشعراء البحيرة (مقاطعة البحيرة). وفي شق أدبي أقل جدية، لاننسى أن أعمال أجاثا كريستي هي الأكثر نشرا ومبيعا في العالم بعد الكتاب المقدس والشكسبيريات.

## المطبخ الإنجليزي

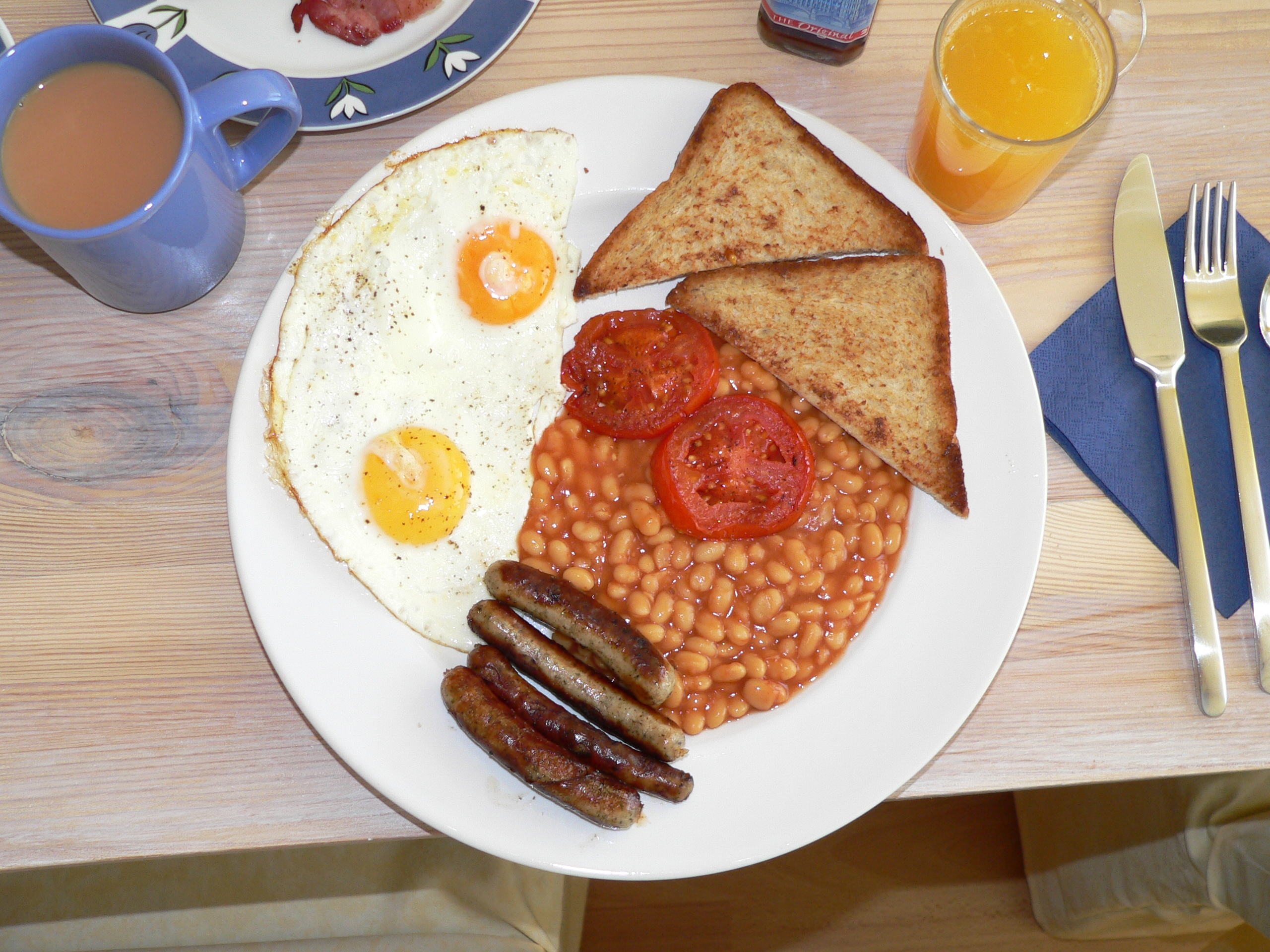
نموذج للإفطار الإنجليزي

اتسم الطعام في إنجلترا من بداية تاريخها الحديث بالبساطة في التكوين وقوة الطعم والاعتماد على المنتجات الطبيعية ذات الجودة العالية. ولهذا كان طابع الطعام الإنجليزي هو الميل للنكهات القوية، كالثوم، وتجنب الصلصات المعقدة المميزة لبعض الدول الأوروبية الكاثوليكية. ولبعض الأطباق في إنجلترا أصول عتيقة، كالخبز، والجبن، واللحوم المشوية والمطبوخة، وفطائر اللحوم، وأسماك المياه العذبة والمالحة. ويصف لنا كتاب الطبخ الإنجليزي Forme of Cury أطباق من هذه الأصناف يعود تاريخ بعضها لفترة حكم ريتشارد الثاني أي من القرن الرابع عشر.
أما المطبخ الإنجليزي المعاصر، فمن الصعب التمييز بينه وبين المطبخ البريطاني بوجه عام. ومع ذلك، هناك بعض الأطباق التي تتسم بإنجليزية بحتة (نسبة إلى إنجلترا تحديدا). والالإطار الإنجليزي هو تنويعة من الالإطار البريطاني المقلي التقليدي. ويتكون عادة من اللحم المقدد، والبيض، والطماطم المقلية أو المشوية، عيش الغراب المحمر، والخبز المحمر أو التوست، والمقانق ويقدم مع الالإطار فنجان الشاي الإنجليزي الشهير.
وبالنسبة للمشروبات، فللشاي والبيرة مكانة خاصة على لائحة المشروبات الإنجليزية.